# Ringvej Syd (Horsens)
 For alternative betydninger, se Ringvej Syd. (Se også artikler, som begynder med Ringvej Syd)
Ringvej Syd  er en omfartsvej som går syd om Horsens, og er en del af primærrute 52
Omfartsvejen går imellem Vestvejen sekundærrute 451, og Bjerrevej primærrute 52.
Vejen er en to sporet motortrafikvej og skal være med til at lede den tunge trafik, der ikke har ærinde i det sydlige Horsens til at køre uden om, så byen ikke bliver belastet af for meget gennemkørende trafik.
Finansieringen af vejen er lidt speciel da det ikke kun Horsens Kommune der finansiere den, men også Hedensted Kommune. Normalt må en kommune ikke være med til at finansiere et vejprojekt i en anden kommune. Derfor skulle Hedensted Kommune have tilladelse fra Statsforvaltningen, for at Hedensted Kommune kunne være med til at finansiere projektet.
Horsens Kommune har finansieret projektet med med 46,7 millioner, Hedensted Kommune med 6 millioner.